# Manuelophryidae
Famille
Les Manuelophryidae sont une famille de Ciliés de la classe des Kinetofragminophora et de l’ordre des Suctorida.

## Étymologie
Le nom de la famille vient du genre type Manuelophrya, composé du préfixe manuel- (du latin manu, « main »), et du suffixe grec -ophrya (de grec οφρύς / ophrýs, « sourcil »), probablement en référence à la forme de ce cilié et à son tentacule lui permettant de s'attacher à son hôte.

## Description
Les Manuelophryidae sont des ciliés de petite taille. Leur trophont est sphérique ou en forme de sac, attaché à l'hôte par un seul tentacule en forme de bâtonnet ou par une protubérance basale de la stylothèque (gaine effilée). Certaines formes sont loriquées (c'est-à-dire vivent au sein d'une lorica ou loge). Leur reproduction se fait par un bourgeonnement latéral en forme de poche. Leur macronoyau est globuleux et on note la présence de micronoyaux et d'une vacuole contractile.

## Habitat
Les Manuelophryidae vivent aussi bien dans des habitats marins que d'eau douce en tant qu'ectoparasites de ciliés sessiles.

## Liste des genres
Selon GBIF (17 mai 2023) :
- Manuelophrya (Matthes, 1988) Jankowski, 1997
  - Espèce type : Manuelophrya hannae (Guhl, 1985) Matthes, 1988
  - Synonyme : Pottsiocles[note 1] hannae Guhl, 1985
- Pottsiocles Corliss, 1960

Selon Lynn (2008) :
- Manuelophrya Matthes in Jankowski, 1997
- Mistarcon Jankowski, 1997
- Pseudogemmides Kormos, 1935

## Systématique
Le nom valide de ce taxon est Manuelophryidae Dovgal (d), 2002.